# Staatsstraße 3 (Finnland)
|  |
|  |

Die finnische Staatsstraße 3 (finnisch Valtatie 3, schwedisch Riksväg 3) führt von der Hauptstadt Helsinki über Tampere in die Stadt Vaasa (schwedisch Vasa) am Bottnischen Meerbusen. Auf eine Länge von 180 Kilometer ist die Straße, deren Länge 424 Kilometer beträgt, autobahnmäßig ausgebaut. Die Straße bildet einen Teilabschnitt der Europastraße 12.

## Streckenverlauf
Die Staatsstraße 3 führt von Helsinki in nordnordwestlicher Richtung über Vantaa (Vanda), Nurmijärvi, Riihimäki, Hämeenlinna, im Westen an Tampere vorbei, Ikaalinen, Parkano, Jalasjärvi und Vikby (Gemeinde Korsholm) nach Vaasa.